# Gabriel Antonio Camilo González

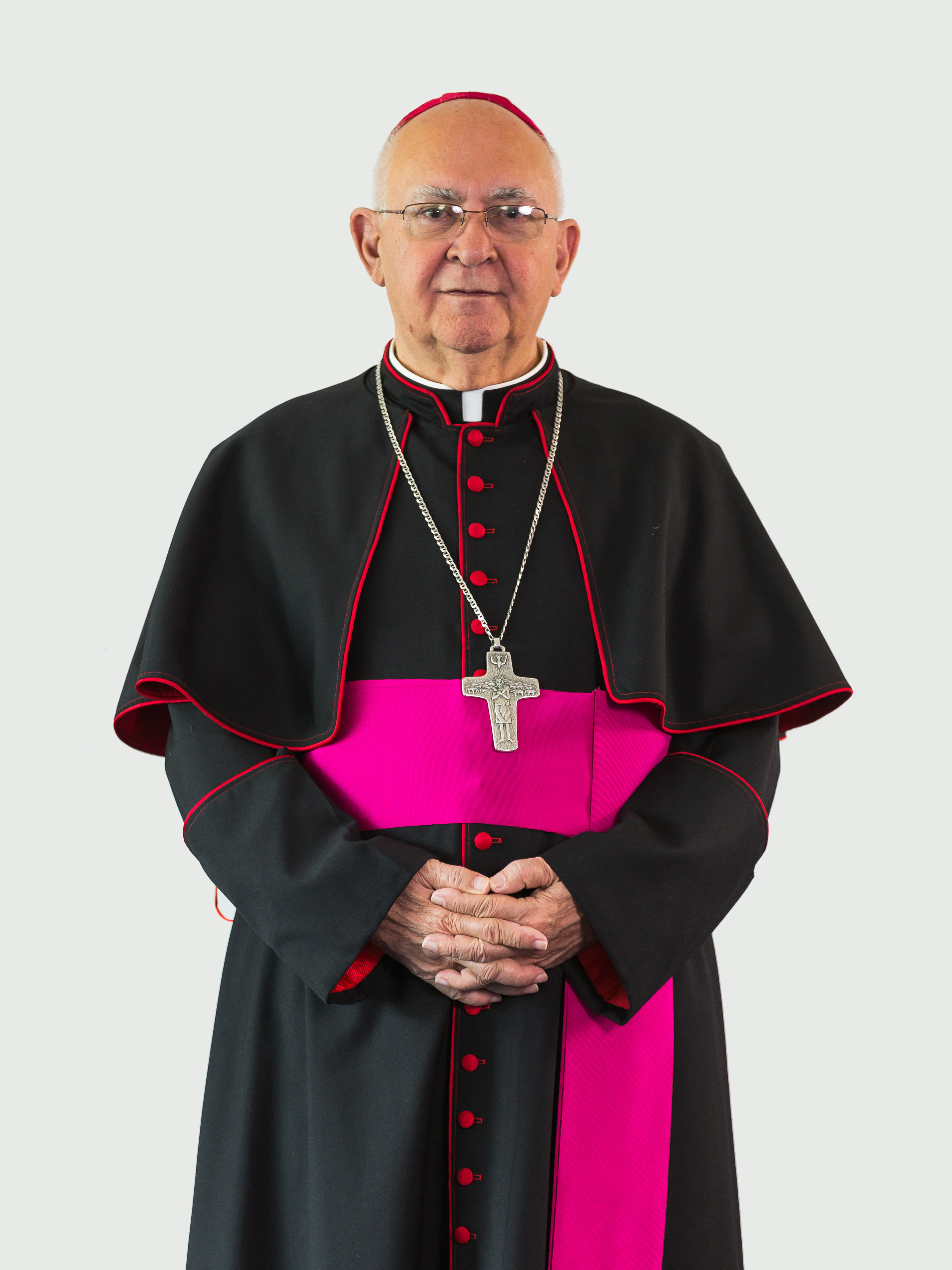

Gabriel Antonio Camilo González (Salcedo, 7 de fevereiro de 1938), mais conhecido como Antonio Camilo é bispo emérito de La Vega. Foi ordenado sacerdote para a Diocese de La Vega em 1 de julho de 1962.
O Papa João Paulo II o nomeou bispo de La Vega em 10 de outubro de 1992. O arcebispo de São Domingos, cardeal Nicolás de Jesús López Rodríguez, concedeu-lhe a consagração episcopal em 8 de dezembro do mesmo ano. Os coconsagrantes foram Hugo Eduardo Polanco Brito, arcebispo ad personam de Nuestra Señora de la Altagracia en Higüey, e Juan Antonio Flores Santana, bispo de Santiago de los Caballeros.
O Papa Francisco aceitou sua aposentadoria em 23 de fevereiro de 2015.